# 胡林家乡
胡林家乡，是中华人民共和国甘肃省临夏回族自治州积石山保安族东乡族撒拉族自治县下辖的一个乡镇级行政单位。

## 行政区划
胡林家乡下辖以下地区：
胡林家村、高关村、左家村、吊坪村、大庄村、娄子湾村、张豆家村、何家村和山庄村。